# Шаховское (Ульяновская область)
Шаховско́е — село в Павловском районе Ульяновской области. Административный центр Шаховского сельского поселения.

## География
Село находится на реке Усклей (приток Избалыка). Высота — 160 м н.у.м. Село расположено в 15 км (по дорогам) юго-восточнее районного центра — посёлка Павловка. Сообщение с соседними населёнными пунктами осуществляется по автомобильным дорогам. Ближайшая станция железной дороги находится у села Буровка (Вольский район Саратовской области).

## История
Самое раннее упоминание об этом селе находится в документе за 1726 год. По прошению майора князя Никиты Шаховского (который, видимо, является основателем села) 20 декабря 1726 года было разрешено построить церковь во имя Введения Пресвятой Богородицы в селе Покровское (на Усклей) — так называлось ранее Шаховское. В документе Шаховское относится «к Пензенскому уезду, Узинскому стану».
С постройки церкви началось и село Шаховское — ранее Покровское. 20 декабря 1726 года по прошению князя Шаховского Святейший Синод повелел построить здесь Покровский храм (первоначально церковь, по видимому, была деревянной). До постройки храма насчитывалось сто дворов, но вскоре село прославилось своими талантливыми богомазами, чьи иконы расходились по всей России. Были здесь кузнечные и столярные мастерские, славилось село также мастерами, умеющими ладить сани, телеги и кадушки.
Церковь каменная, с такою же колокольнею, теплая, построена в 1878 году, тщанием землевладельцев Рябинина и Михайлова, однопрестольная; в честь Покрова пресвятыя Богородицы. (Церковь построена взамен храма постройки 1726 года).
По ревизским сказкам 1857 года в селе был 441 двор и 2662 жителя.
В 1862 году с. Шаховское (Покровское) входило в состав Хвалынского уезда Саратовской губернии, в котором в 397 дворах жило 2826 человек.
В конце XIX века село входило в состав Хвалынского уезда Саратовской губернии.
По переписи 1911 года — 868 дворов и 4896 жителей.
После 1925 года, как и многие церковные сооружения, церковь использовалась под библиотеку, сельский клуб, овощехранилище. Храм этот долгое время пребывал в запустении. Были и попытки снести его, поскольку рядом находится дом, где родился Михаил Андреевич Суслов, который бывал здесь четыре раза: 1966, 1971, 1975 и 1980 годах.
Шаховская средняя общеобразовательная школа имени М. А. Суслова.
В 1930 году в селе был организован  колхоз "Пробуждение". В 1960 г. колхоз "Пробуждение" вошёл в состав вновь образованного колхоза "Путь Ильича"  Шаховского сельского Совета.

## Население
| 2010 |
| ---- |
| 581  |

## Достопримечательности
- В селе установлен бюст Суслова Михаила Андреевича, как дважды Героя Социалистического Труда[10].
- Библиотека-музей[11].
- Покровский храм — Храм в честь Покрова Пресвятой Богородицы (1878)[12][13][14][15][16][17][18][19].

- Покровская церковь в Шаховском.
- Бюст М. А. Суслова.